# قطعنامه ۶۶۷ شورای امنیت
قطعنامه ۶۶۷ شورای امنیت سازمان ملل متحد که در تاریخ ۱۶ سپتامبر ۱۹۹۰ تصویب شد، سندی بین‌المللی دربارهٔ عراق-کویت است. این قطعنامه طی نشست ۲۹۴۰ام با ۱۵ رای موافق، ۰ مخالف و ۰ ممتنع تصویب شد.